# Euchorthippus pulvinatus
Euchorthippus pulvinatus är en insektsart som först beskrevs av Fischer von Waldheim 1846.  Euchorthippus pulvinatus ingår i släktet Euchorthippus och familjen gräshoppor.

## Underarter
Arten delas in i följande underarter:
- E. p. pulvinatus
- E. p. gracilis